# آدریان گورانش
آدریان گورانش (انگلیسی: Adrián Goransch؛ زادهٔ ۲۵ ژانویهٔ ۱۹۹۹) بازیکن فوتبال است.
از باشگاه‌هایی که در آن بازی کرده‌است می‌توان به باشگاه فوتبال آمریکا اشاره کرد.